# Andover (Minnesota)
Andover – miasto w Stanach Zjednoczonych, w stanie Minnesota, w hrabstwie Anoka. W 2000 r. miasto to zamieszkiwało 26 588 osób.